# Timothy Schmid
Timothy Schmid (15 giugno 1998) è un giocatore di football americano svizzero che gioca nel ruolo di offensive lineman per gli Helvetic Mercenaries.

## Palmarès
- 2 Lega B (Zürich Renegades, 2018, 2019)